# Майо (народ)
Майо (самоназвание — йореме) — индейский этнос на северо-западе Мексики. Расселение по реке Майо на юге штата Сонора и на севере штата Синалоа. Численность майо составляет около 35 тыс. человек (на 1999 год). Язык — майо, относящийся к Юто-ацтекской семье, также распространение имеет испанский язык. Религия — смесь католицизма и традиционных верований, сохраняется вера в колдовство. Во время католических праздников исполняются традиционные танцы — Оленя, Койота и др. Майо занимаются земледелием, рыболовством, практикуется временный уход на заработки в другие районы.